# Leo I
Leo I es una galaxia enana esferoidal en la constelación de Leo, a sólo 12 arcmin de Regulus (α Leonis). Por ello, esta galaxia a veces recibe el nombre de Enana de Regulus. La luz de la estrella hace más difícil el estudio de la galaxia, y no se detectó visualmente hasta los años 1990. Forma parte del Grupo Local y se cree que es una de las galaxias satélites de la Vía Láctea más alejadas.
Mediciones de la velocidad radial de algunas gigantes rojas brillantes en Leo I ha permitido calcular su masa. Se ha encontrado que es, al menos, (2,0 ± 1,0) x 107 la masa solar. Leo I puede estar envuelta en una nube de gas ionizado con una masa similar al del conjunto de la galaxia. Por otra parte, no se han descubierto cúmulos globulares en ella, y se ha encontrado que la galaxia no tiene rotación.
Al igual que otras galaxias enanas, Leo I tiene una metalicidad muy baja, del orden del 1% la del Sol. Parece que la galaxia experimentó un gran aumento en el ritmo de formación estelar hace 6000-2000 millones de años. Un menor nivel de actividad continuó hasta hace 500-200 mil de años. Se piensa que puede ser la galaxia enana esferoidal más joven en el entorno de la Vía Láctea. 
Sus estrellas más brillantes, situadas en la rama asintótica gigante en el diagrama H-R, son astros rojizos de magnitud 18-19 en banda V.
Un estudio reciente encontró evidencia dinámica de un agujero negro supermasivo de ~3 × 106 M ⊙ en el centro de Leo I.